# La Chapelle-aux-Choux
La Chapelle-aux-Choux es una comuna francesa situada en el departamento de la Sarthe, en la región Pays du Loire.

## Demografía
| 387 | 321 | 275 | 297 | 294 | 322 | 263 |
| Para los censos de 1962 a 1999 la población legal corresponde a la población sin duplicidades (Fuente: INSEE [Consultar]) |     |     |     |     |     |     |